# Waverley (romanzo)
Waverley è un romanzo storico di Walter Scott pubblicato nel 1814. Nella letteratura britannica, è considerato tra i capostipiti del romanzo storico.

## Trama
Il romanzo è ambientato nel 1745 durante la rivolta giacobita.
Waverley è un nobile inglese che, a seguito dell'arruolamento nell'esercito e trovandosi di stanza nel nord del paese, decide di recarsi da un amico del padre scomparso. Grazie a quest'incontro, egli ha l'opportunità di entrare in contatto con quella che per lui è una cultura totalmente sconosciuta, quella scozzese. In particolare, grazie ad alcuni negoziati che svolge a causa di un furto di bestiame, egli ha l'opportunità di conoscere i membri di un clan, assieme ai quali trascorre un lungo periodo. Inizialmente tutto ciò che osserva risulta incomprensibile ai suoi occhi, ma, pian piano, egli comincia a comprendere a fondo quelle che sono le abitudini quotidiane, le gioie ed i dolori, nonché le idee politiche di quelle persone.
La famiglia d'origine di Waverley era da sempre sostenitrice degli Stuart; nel momento in cui scoppia la rivolta a sostegno del loro reinsediamento, Waverley decide di prendervi parte, scendendo in campo a fianco dei clan. Durante i primi scontri, un soldato inglese (originario del feudo di Waverley) rimane ferito: Waverley decide di soccorrerlo, anche grazie al sostegno dei suoi nuovi compagni.
La battaglia sarà una vera e propria disfatta per gli scozzesi e segnerà la fine dei tentativi di restaurazione dei discendenti degli Stuart sul trono inglese; il capo della rivolta Vich Jan Vohr ed il suo fedele compagno Evan Dhu vengono condannati a morte; altri ribelli ricevono punizioni esemplari. Per quel che concerne Waverley, egli decide di fare ritorno a casa: sarà l'ufficiale che aveva salvato durante la battaglia ad aiutarlo ad "aggiustare i conti" con gli Hannover.

## Analisi
L'aspetto folcloristico è esaltato ai massimi livelli in Waverley: questo romanzo racchiude in sé la globalità degli aspetti tipicamente scozzesi. Scott li sfrutta a pieno: kilt, tartan, cornamuse restano i protagonisti indiscussi; addirittura Waverley subirà quasi una sorta di "iniziazione" alla tradizione nel momento in cui indosserà anche lui il costume del clan cui si era associato per la battaglia.

## Edizioni
- trad. Virginio Soncini, Waverley, ossia la Scozia sessant'anni addietro, 4 voll., Rusconi, Napoli, 1829
- trad. Corrado Alvaro, Waverley, Arnoldo Mondadori Editore, Milano, 1934
- trad.Corrado Alvaro, "Waverley", Arnoldo Mondadori Editore, Milano, IV edizione, 1969
- trad. Micaela di Langosco, Waverley. Un racconto dei tempi passati, Edizioni Paoline, Roma, 1969
- Waverley. Prima parte, Edizioni Gondolin, Verona, 2018
- Waverley. Seconda parte, Edizioni Gondolin, Verona, 2018